# (5053) Chladni
(5053) Chladni es un asteroide perteneciente al cinturón de asteroides, descubierto el 22 de marzo de 1985 por Edward Bowell desde la Estación Anderson Mesa (condado de Coconino, cerca de Flagstaff, Arizona, Estados Unidos).

## Designación y nombre
Designado provisionalmente como 1985 FB2. Fue nombrado Chladni en honor al meteorólogo alemán Ernst Florens Friedrich Chladni, considerado como el 'Padre de los meteoritos', estudió derecho para ser abogado, nunca ejerció, viajó entre las grandes ciudades europeas dando conferencias, fue en uno de estos viajes donde se le despertó el interés por los meteoritos, y en 1794 publicó un libro pionero en el que presentó pruebas convincentes de que los meteoritos se originan en el espacio.

## Características orbitales
Chladni está situado a una distancia media del Sol de 2,399 ua, pudiendo alejarse hasta 2,801 ua y acercarse hasta 1,996 ua. Su excentricidad es 0,167 y la inclinación orbital 11,50 grados. Emplea 1357,20 días en completar una órbita alrededor del Sol.

## Características físicas
La magnitud absoluta de Chladni es 13,2. Tiene 11,095 km de diámetro y su albedo se estima en 0,074.